# Ede (Nigeria)
Koordinaten: 7° 44′ N, 4° 26′ O
Ede (auch: Edde) ist eine Stadt in Nigeria, die Berechnungen aus dem Jahr 2012 zufolge 73.551 Einwohnern aufweist. Sie liegt im Bundesstaat Osun am Fluss Osun westlich der Hauptstadt Oshogbo.
Ede ist im Yorubaland eine der älteren Städte aus dem sechzehnten Jahrhundert.